# Valdemar Møller
Valdemar Møller (19 de enero de 1885 – 16 de febrero de 1947) fue un actor teatral y cinematográfico de nacionalidad danesa.

## Biografía
Nacido en Copenhague, Dinamarca, su nombre completo era Hans Valdemar Møller, y era hermano de la también actriz Petrine Sonne. 
Møller se formó en la escuela teatral del Teatro Real de Copenhague entre 1903 y 1905, trabajando desde entonces y hasta su muerte en el teatro, donde interpretó principalmente papeles de reparto. 
También trabajó en varias películas mudas a principios de los años 1910, aunque su mayor actividad cinematográfica tuvo lugar a finales de la década de 1930. 
A partir de 1920 dibujó para el periódico Politiken, creando el personaje Carlo Cartophelmoos, Cementkoger. 
Hans Møller falleció en Copenhague, Dinamarca, en 1947.

## Selección de su filmografía
- Balletdanserinden – 1911
- Du skal ære - – 1918
- Tango – 1933
- Champagnegaloppen – 1938
- Kongen bød – 1938
- Cirkus – 1939
- Sørensen og Rasmussen – 1940
- Alle går rundt og forelsker sig – 1941
- En søndag på Amager – 1941
- Thummelumsen – 1941
- Alle mand på dæk – 1942
- Tordenskjold går i land – 1942
- Forellen – 1942
- Alt for karrieren – 1943
- Drama på slottet – 1943
- Når man kun er ung – 1943
- De tre skolekammerater – 1944
- Spurve under taget – 1944
- To som elsker hinanden – 1944